# Vidéo CD
Ne doit pas être confondu avec le CD-Vidéo (CDV), ancien nom du Laserdisc.
Le Vidéo CD ou VCD est un format vidéo exploitant le support disque compact (CD). Tout disque vidéo CD peut être lu sur un lecteur compatible ou sur certains ordinateurs personnels (PC), ainsi que sur certains lecteurs DVD de salon. 
Le standard VCD est créé en 1993 par le japonais Sony, le néerlandais Philips ainsi que les japonais Matsushita et JVC. Ses spécifications sont décrites dans le White Book. 
Un précédent standard (le Green Book) avait été défini par Philips pour le CD-i Digital Vidéo. Ce format transitoire était uniquement compatible avec le lecteur CD-i équipé d'une extension MPEG, rapidement abandonné par Philips au profit du Vidéo-CD compatible avec les lecteurs CD-i équipés MPEG. 

## Spécifications techniques
La résolution du VCD est de 352×240 pixels avec 29,97 images par seconde pour la norme NTSC (et 23,976 images par seconde pour la norme  dérivée NTSC Film) et de 352×288 pixels avec 25 images par seconde pour la norme PAL, soit approximativement un quart seulement de la résolution maximale d'une TV. La partie vidéo du VCD est encodée au format MPEG-1 ; la partie audio au format MPEG-1 Layer 2 (MP2). Les débits sont de 1 150 kbit/s pour la vidéo, et 224 kbit/s pour l'audio ; la plupart des lecteurs acceptant des débits voisins. La qualité générale de l'image est souvent comparée à celle de la vidéo VHS même si la définition et la fréquence d’image du Vidéo CD sont deux fois plus faibles. 
La durée standard d'enregistrement sur un VCD est de 74 minutes (la même que celle d'un disque compact audio classique).
Le SVCD (Super-VCD) est un standard amélioré du VCD, qui utilise le format de compression MPEG-2 à débit variable et qui permet d'obtenir une meilleure qualité vidéo. Il existe également  d'autres évolutions de la norme comme le KVCD, le XVCD (VCD avec débit variable) ou le CVD (China Video Disc) plus ou moins reconnus par les lecteurs DVD de salon.
Il existe des Vidéo CD hybrides, les AVCD, qui combinent des pistes contenant de la vidéo à des pistes contenant de l'audio numérique. Les pistes vidéo ne fonctionnent que sur un lecteur de Vidéo CD mais les pistes audio sont lisibles sur un lecteur de CD Audio classique.

## Adoption

Logo des VCD commerciaux.

Les VCD commerciaux ont été très peu distribués aux États-Unis ou en Europe, contrairement à l'Asie où un grand nombre de longs-métrages ont été édités sur ce support. Ils l'ont été principalement par Philips qui souhaitait ainsi mettre un catalogue de films à disposition de ses lecteurs CD-i (compatible VCD avec une cartouche Full motion video). Les Video-CD sont en revanche très populaires en Asie à cause essentiellement de leur prix modique. 
En France en 1992, fort de son succès avec les CD économiques, un indépendant (Christian Brunet) qui rentre d'Asie où il a remarqué le marché florissant de la vidéo, propose aux principales centrales d'achat de réaliser avec les indépendants de la production vidéo des séries super-économiques. Le marché est là et inexploité, il pourrait entraîner aussi la mise en vente des lecteurs CD/VCD aux prix attractifs mais inconnus en France. C'est sans compter que la concurrence - les disquaires - n'existent plus.  Aucun acteur en place n'a de raison de modifier le marché. Pour cette raison il faudra attendre 10 ans avec l'avènement du DVD pour voir la VHS disparaître en France.
Il n'y aura pas eu de transition avec le support VCD. Toutefois ces derniers seront utilisés par les vidéastes amateurs comme moyen de stockage puisqu'un simple ordinateur muni d'un graveur de CD permet d'en fabriquer.

## Obsolescence
Le DVD remplace progressivement le VCD depuis l'avènement des graveurs dans ce format.